# انتوني جونسون
انتوني جونسون ويعتبر أول مستعبد وهو أول مالك مستعمرة أسود البشرة في أمريكا الشمالية الاستعمار البريطاني للأمريكتين (ولد 1600 - وتوفى 1670) وصل جونسون في ولاية فرجينيا في 1621 على متن السفينة جيمس. ومن غير المؤكد إذا وصل جونسون كموظف بالسخرة أو كعبد، يظهر أسمه في السجلات الأمريكية «أنطونيو الزنجي» بغض النظر عن وضعه، كان جونسون ملزم بالعمل ونفذ فيه حكم العمل في مزرعة التبغ التي يملكها إدوارد بينيت في ولاية فيرجينيا وفي مارس 1622 هاجم الهنود مما أسفر عن مقتل اثنين وخمسين شخصا. وكان جونسون واحد من خمسة فقط على المزارع الذينَ نجوا من الموت المحقق.

## السيرة الذاتية
وصل انتوني جونسون الزنجي الأنجولي إلي أمريكا الشمالية في ولاية فرجينيا على متن السفينة جيمس من أوائل البعثات الإنجليزية للعمل في المستعمرات الجديدة في الأمريكتين حكمت محكمة الحكم الذاتي بالعمل ونفذ فيه حكم العمل في مزرعة التبغ التي يملكها إدوارد بينيت في ولاية فيرجينيا وفي مارس 1622 هاجم الهنود مما أسفر عن مقتل اثنين وخمسين شخصا. وكان جونسون واحد من خمسة فقط على المزارع الذينَ نجوا من الموت المحقق. وصلت مريم امرأة زنجية على متن السفينة مارجيرت ومثل أنتوني، وانتهى بها الأمر في مزرعة بينيت، وتزوجا.
وكان الاتحاد مزدهر ودائم الذي استمر أكثر من أربعين عاما وأنتجت أربعة أطفال على الأقل من بينهم اثنان من أبناء وابنتان. تم احترام الزوجين في مجتمعهم بسبب «الأشغال الشاقة والخدمة المعروفة»، وفقا لوثائق المحكمة. في مرحلة ما بين 1625 و 1640 انطوني وماري اكتسبا حريتهما وانتقلا إلى ولاية فرجينيا الساحل الشرقي حيث اشترت مزرعة متواضعة. بدأوا تربية الماشية والخنازير وحتى عام 1651، زعم جونسون 250 فدانا من الأرض على طول مقاطعى بونتجول. وملك الأرض بحكم خمسة وثائق، واحدة منها كانتمنت باسم ابنه ريتشارد جونسون. كان 250 فدان مزرعة كبيرة بكل مقاييس اليوم. قبل 1654 نجلي جونسون، ريتشارد وجون، يمتلكا كل من مساحة الأراضي المجاورة وأرض والدهما. بالإضافة إلى كونه أحد ملاك الأراضي، وكان انطوني جونسون أيضا مالكي عبيد. وتظهر سجلات المحكمة أن جونسون كسب قضية ضد 1655 زارع الأبيض، روبرت باركر، على الاحتفاظ بملكية العبد جونسون، المحام جون حاول أن يدعي أنه كان خادما بالسخرة بمساعدة روبرت باركر، وليس عبدا. على الرغم من أن المحاكم وجدت في البداية لصالح باركر، وعكس في وقت لاحق هذا القرار، لخدمة انتوني جونسون. وفي 1653 حدث حريق دمر الكثير من المزارع وجونسون. نتيجة للحريق، أنتوني ومريم التماسا من المحكمة تخفيف الضرائب، التي منحت على هذا الأساس أنهم سوف يجدون صعوبة في الحصول على لقمة العيش. في وقت ما في 1660s انطوني وماري جونسون، والأطفال الذين يعولونهم، وأبنائهم المتزوجين، جون وريتشارد، وانتقل كل شمالا إلى ولاية ماريلاند. وفي ولاية ماريلاند، أستأجر أنتوني مزرعة 300 فدان، من فينيارد، حيث عاش فيها حتى وفاته في عام 1670. وزوجته في عام 1672 قالت انها سوف تتركها لكل من أحفادها. بعد خمس سنوات، في 1677، اشترى أنتوني حفيد ماري، جون الابن، مزرعة 44 فدان التي سماها أنغولا. توفي جون الابن في وقت لاحق دون أن يترك وريثا للعرش، ومع ذلك قيل قبل 1730، عائلة جونسون اختفت من السجلات التاريخية.